# Teddy Robin
Teddy Robin (泰迪羅賓T), nome d'arte di Kwan Wai-pang (關維鵬T) (Guilin, 2 marzo 1945) è un cantautore, attore e regista hongkonghese.
Intraprese la carriera musicale a partire dagli anni 1960, guidando una band chiamata Teddy Robin and the Playboys. In seguito passò al mondo del cinema, in cui ricoprì molteplici ruoli, dall'attore al regista, dal produttore al compositore cinematografico.
Suo nipote, Kelvin Kwan, è un cantante molto affermato ad Hong Kong.

## Filmografia

### Attore
- The Price of Love (1970)
- All the Wrong Clues (1981)
- It Takes Two (1982)
- All the Wrong Spies (1983)
- Banana Cop (1984)
- Run Tiger Run (1985)
- Lifeline Express (1985)
- Working Class (1985)
- L'astronave di fuoco (1987)
- Kino Countdown (1987)
- Three Against the World (1988)
- The Eighth Happiness (1988)
- To Spy with Love (1990)
- The Banquet (1991)
- Great Pretenders (1991)
- Twin Dragons (1992)
- Cageman (1992)
- Le tentazioni di un monaco (1993)
- Hong Kong Graffiti (1995)
- Detective Dee e il mistero della fiamma fantasma (2010)
- Gallants (2010)
- Merry-Go-Round (2010)
- ICAC Investigators 2011 (2011)
- Doomsday Party (2013)
- Tales from the Dark 2 (2013)
- A Lifetime Treasure (2019)

### Regista
- All the Wrong Spies (1983)
- L'astronave di fuoco (1987)
- Shanghai, Shanghai (1990)
- Hong Kong Graffiti (1995)

### Compositore
- The Price of Love (1970)
- The Saviour (1980)
- Chasing Girls (1981)
- Aces Go Places (1982)
- All the Wrong Spies (1983)
- Aces Go Places 2 (1983)
- Till Death Do We Scare (1986)
- City on Fire (1987)
- As Tears Go By (1988)
- Three Against the World (1988)
- Tiger on Beat (1988)
- Bloody Brotherhood (1989)
- To Spy with Love (1990)
- Shanghai, Shanghai (1990)
- Legend of the Brothers (1991)
- Lady Super Cop (1993)
- Miss Butterfly (1993)
- Full Contact (1993)
- Hong Kong Graffiti (1995)
- The Private Eye Blues (1995)
- Great Adventurers (1995)
- La vendetta della maschera nera (1996)
- Permanent Residence (2009)
- Gallants (2010)

### Produttore
- Qing chun huo hua, regia di Andy Wing-Keung Chin (1994)

## Riconoscimenti
- Hong Kong Film Critics Society Award 2010
  - Miglior attore per Gallants

- Hong Kong Film Awards 2011
  - Miglior attore non protagonista per Gallants
  - Migliore colonna sonora per Gallants